# 公共自行車

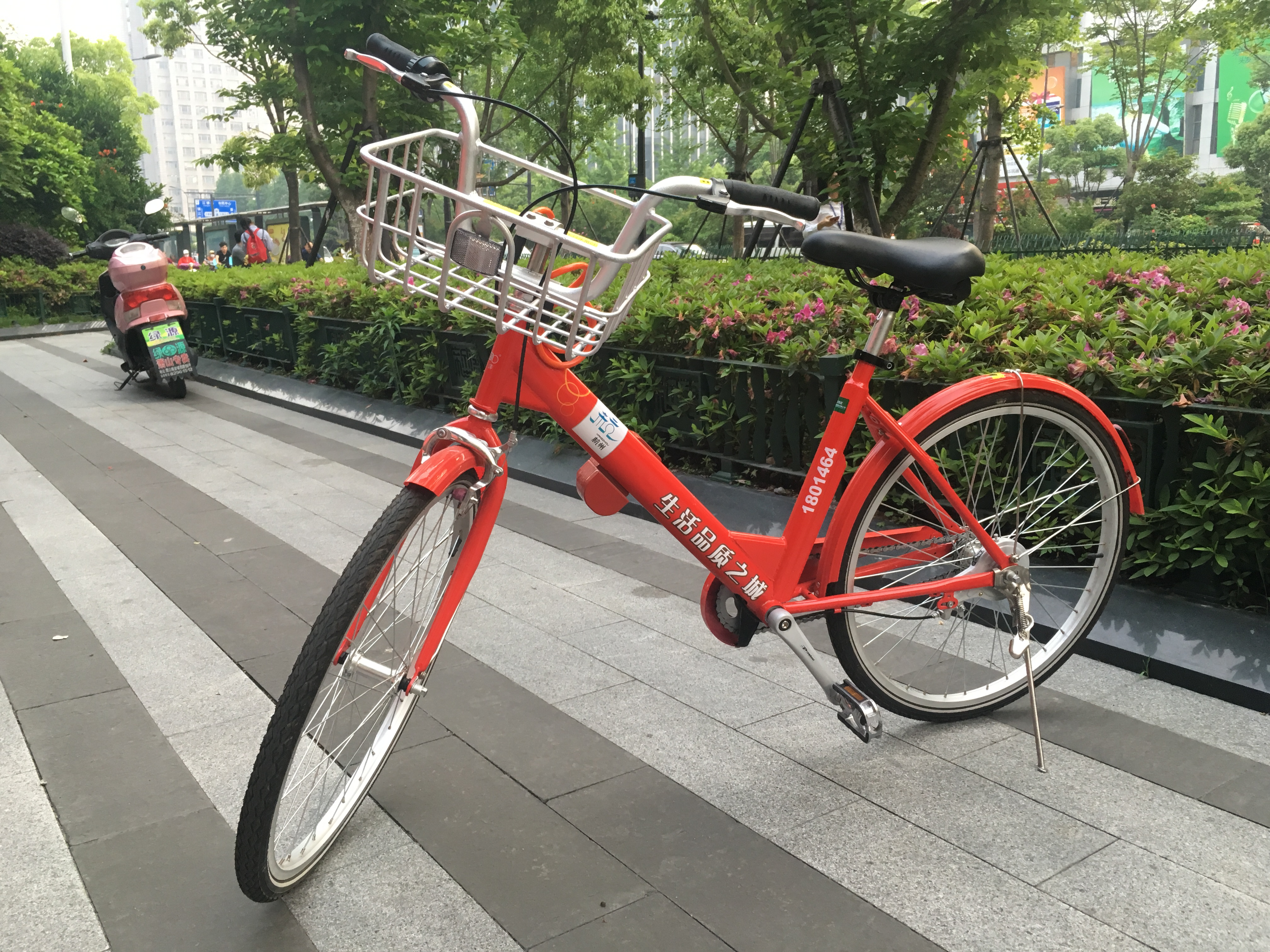
一部杭州公共自行車

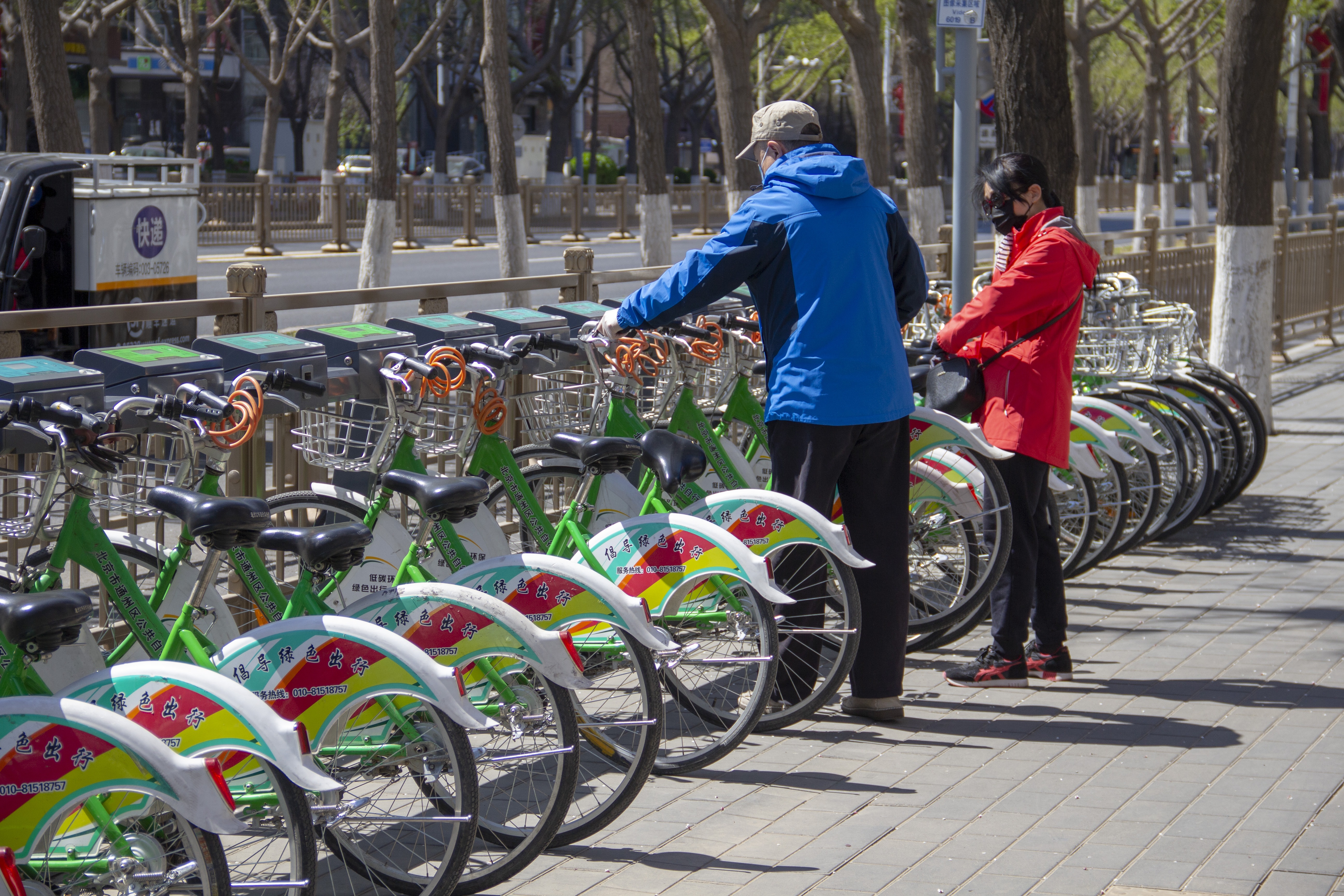
北京市通州区政府提供的固定式共享自行车

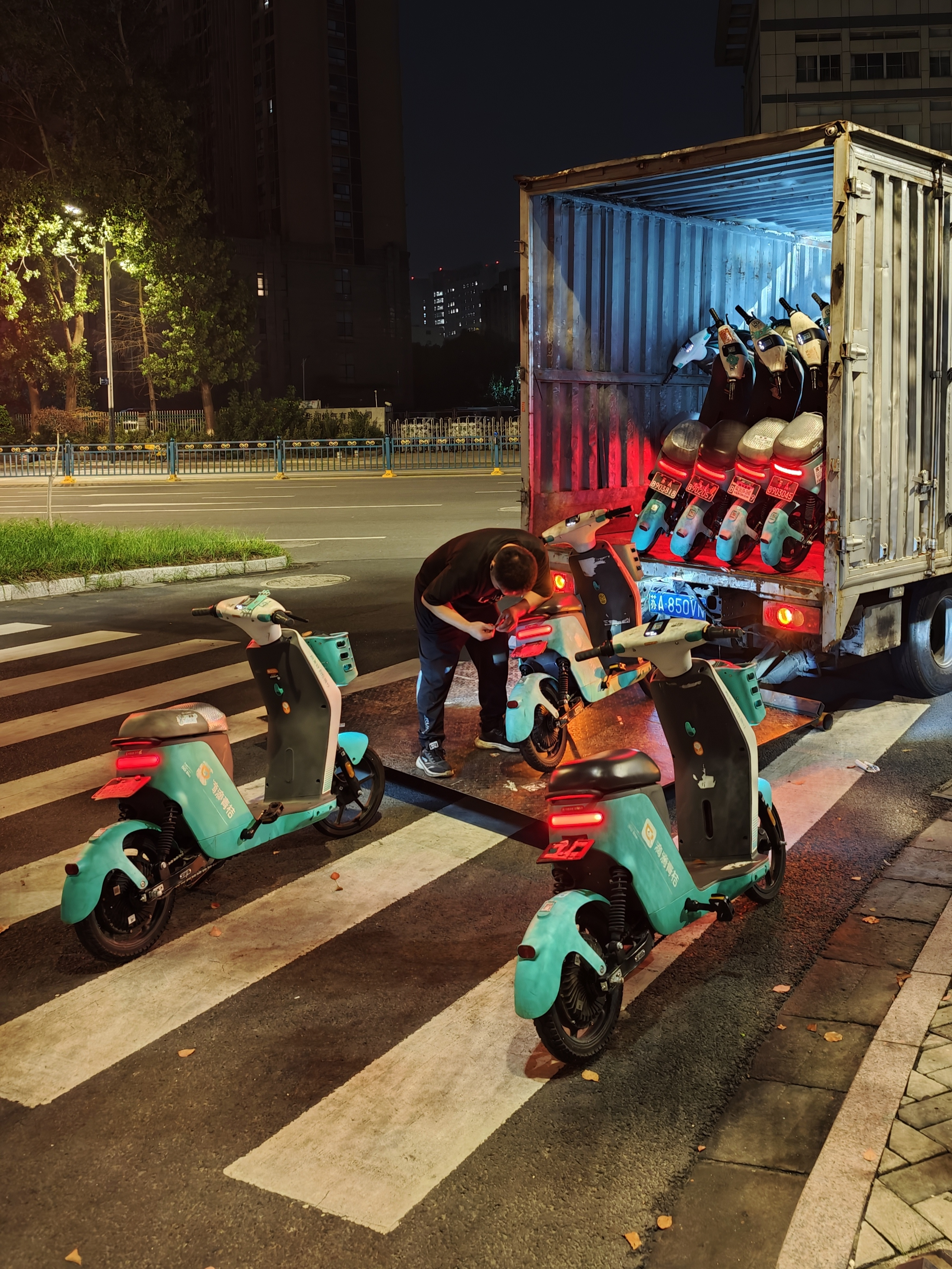
维护人员在深夜收集大量共享电动自行车运送返廠

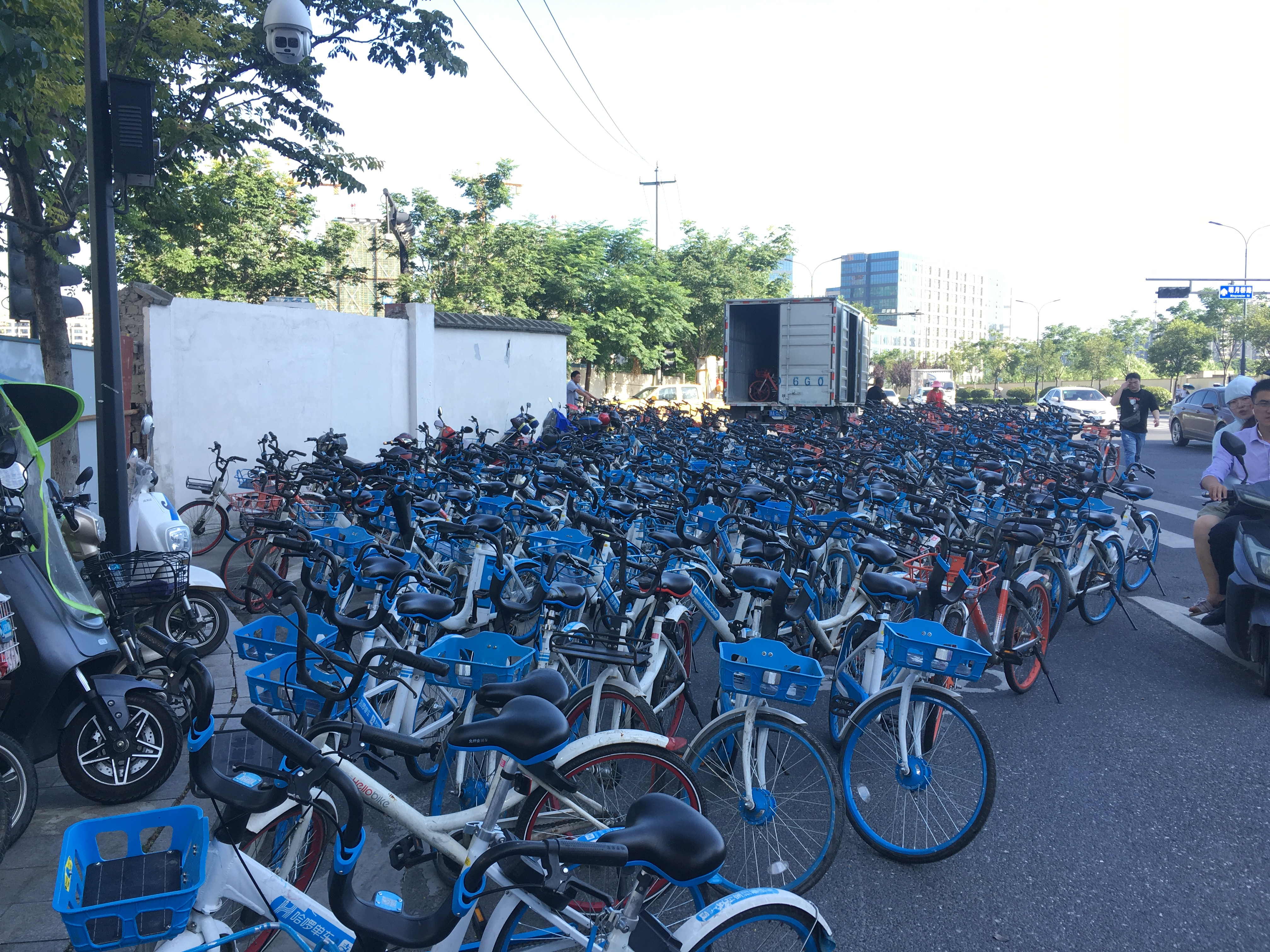
杭州地铁彭埠站附近的明月桥路上的哈羅單車所屬的駐車點，管理不當佔據了公共通行空間。

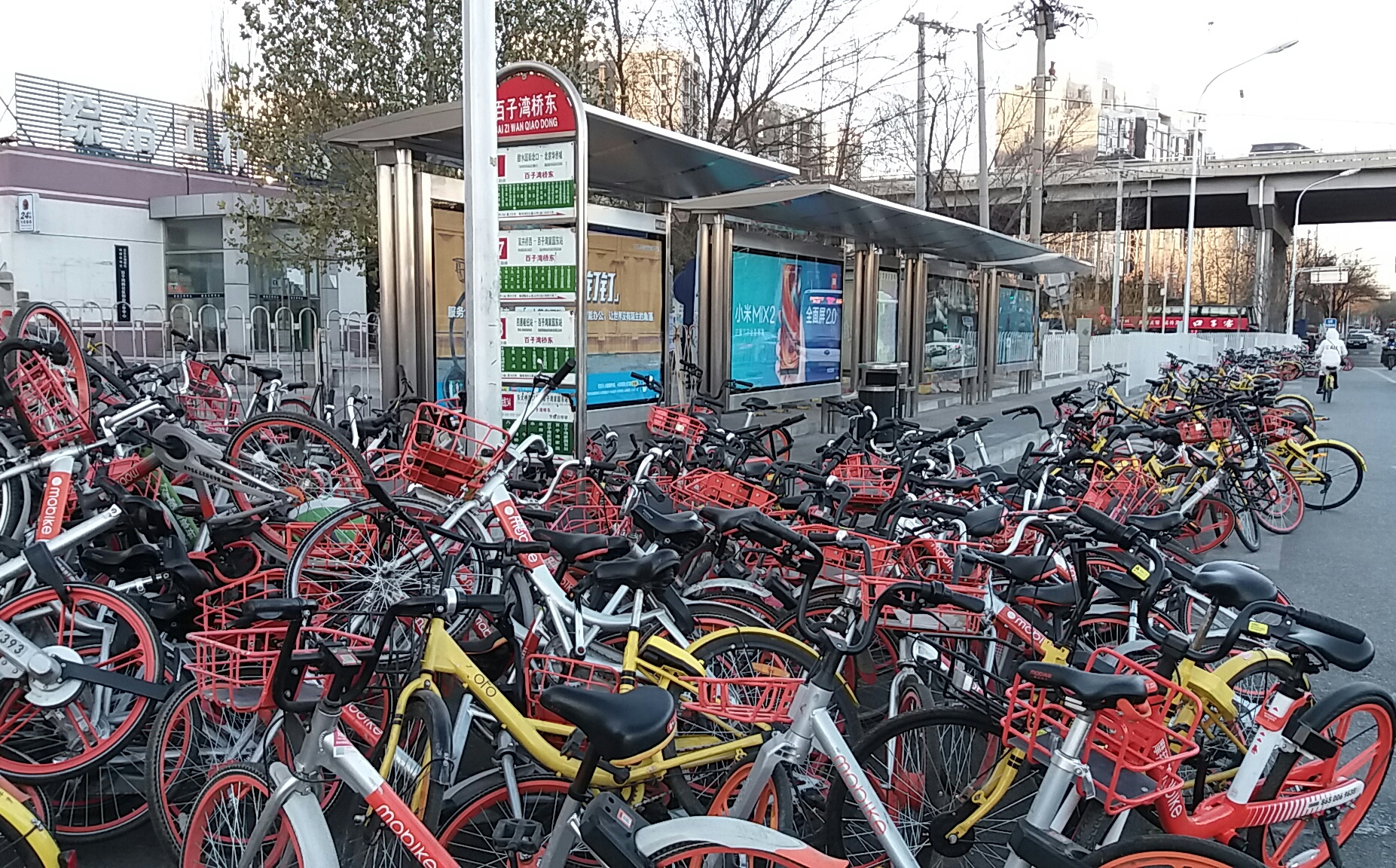
早期投入電子圍籬技術防止違停後，北京公交车站旁出現了积压的单车堆，小範圍內互相投擲堆疊，造成難以使用的情況更加惡化。

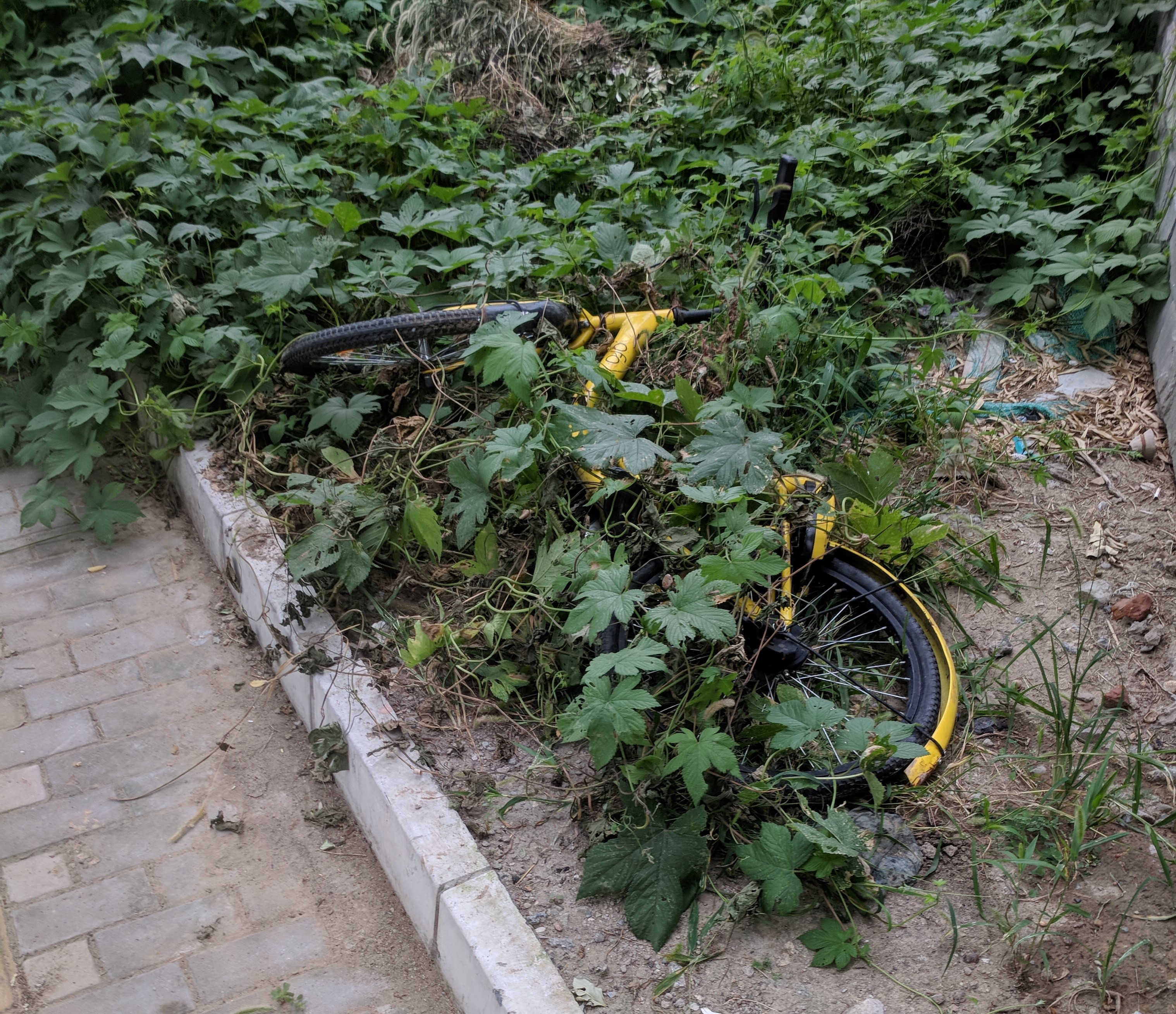
被丢弃在草丛中的共享单车，相關責任與開罰成為新型城市問題之一

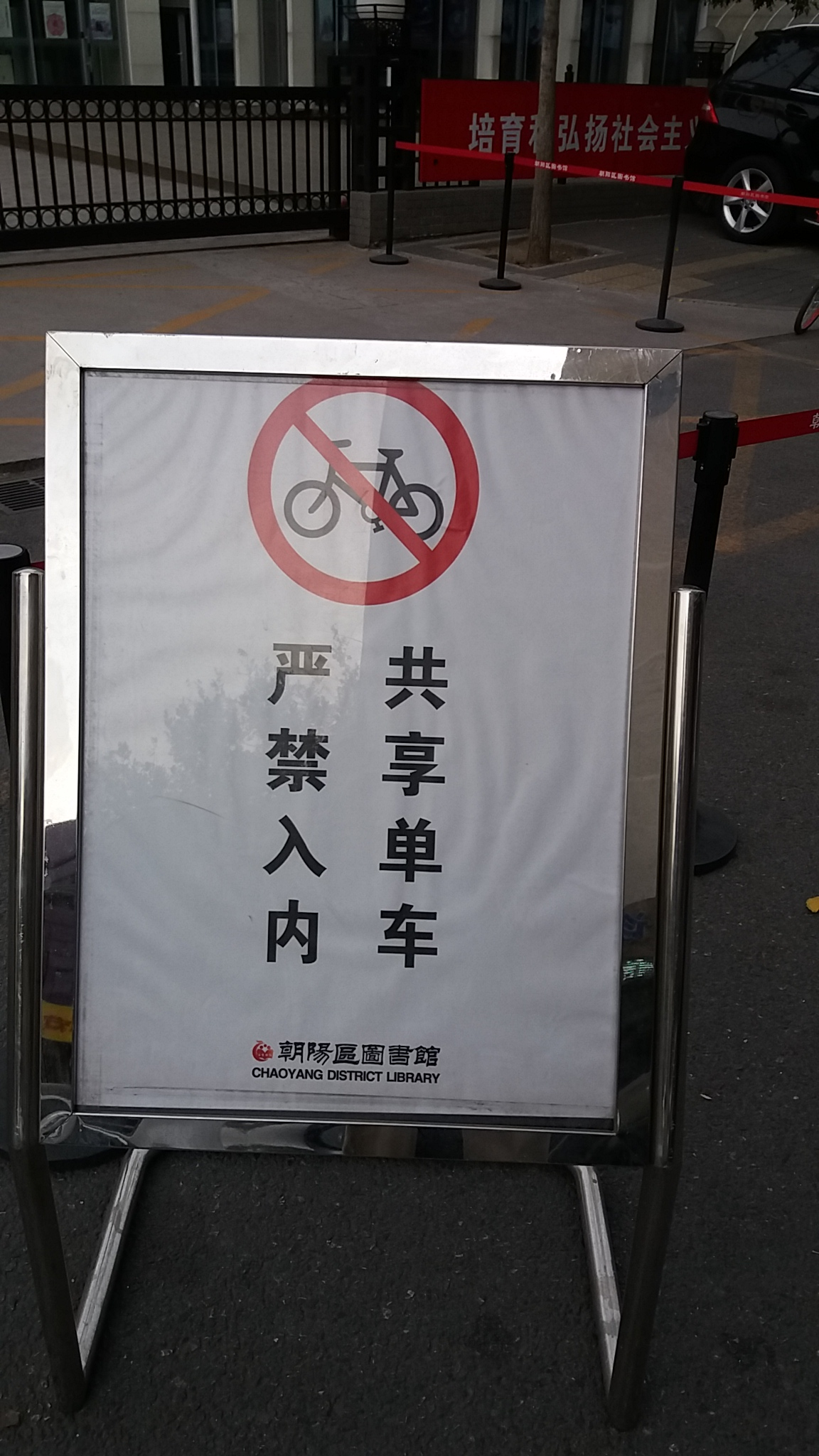
部分地点禁止共享单车入内

公共自行車（英語：或，缩写为），又稱共享單車，是一種能讓一般大眾租赁自行车或电动自行车使用權的服務。在西方，公共自行車服務可以大致分為兩種類型，分別是「社區自行車計劃」和「智慧型自行車計劃」。社區自行車計劃是由本地社群團體或非營利組織發起，智慧型自行車計劃則是由政府機構來建置、營運，或有時是以公共私营合作制（public–private partnership）的方式來進行。在中国大陸，除了有政府设立的公共自行车外，私人盈利企业也提供自行车短时租赁服务，需付费使用。
公共自行車的的主要概念是在都會區內以免費或平價租賃的方式，讓民眾使用自行车替代大眾運輸或私有車輛來進行短程的通勤，以達到紓解交通擁塞、減低噪音和空氣污染的目的。公共自行車也被認為是可用來解決大眾運輸系統中的「最後一哩」問題，並連結通勤者與大眾運輸網路的一種方式。此外，公共自行车还具备休闲、旅游、健身等功能。世界上第一座公共自行車系統為2005年5月法國里昂建置的公共自行車系統。公共自行車計劃關注於解決私有自行车的主要缺點，包括失竊和破壞、缺乏停車和存放空間，以及所需的維修保養。然而，由於租借和歸還地點的數量有限，公共自行車本身成為一種大眾運輸的形式，在方便性上不如私有自行车。除非獲得商業贊助，由政府營運的自行车分享計畫可能需要花費大量的公共資金。而商業贊助的方式通常是在租借站或自行车上刊登廣告。無樁的共享單車則是一種新興的自行車分享形態，但幾年後因為低估成本財務狀況而陸續被併購或出清，目前這類新興共享工具趨以電動化的二輪車（Scooter-sharing system）做有效管理與營運，使用意願較為穩定。
根據估計，在2011年5月時全世界已有約375個公共自行車系統正在營運中，236,000辆公共自行车可供使用。2008年推出的杭州公共自行车为世界上最大的公共自行车系统，截至2013年6月拥有6.7万辆自行车及超过3000个站点。

## 發展情况

### 中国大陆

#### 政府主导的公共自行车

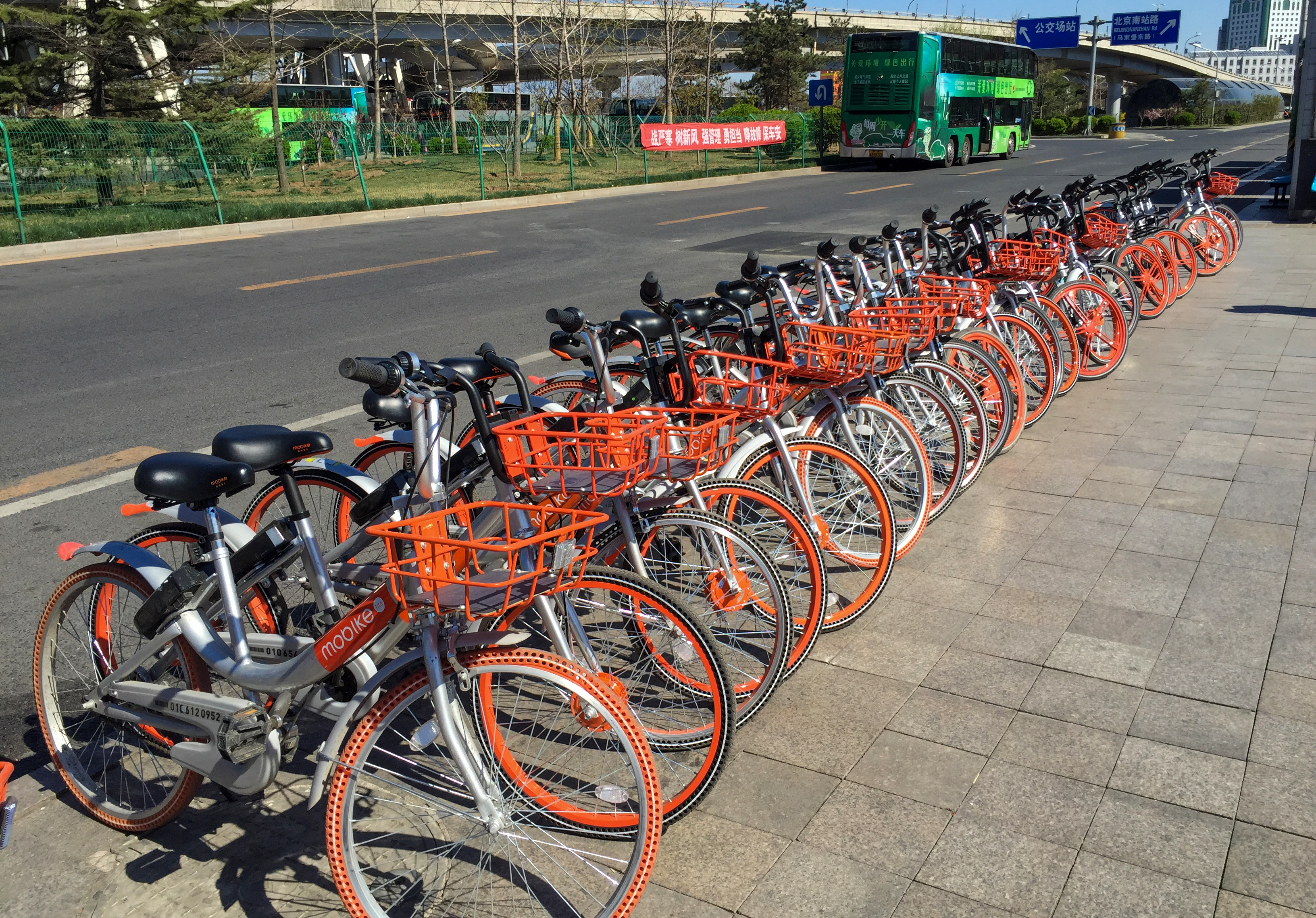
整齐摆放在路边的共享单车，拍摄地点在北京南站南广场。

- 直辖市：
  - 北京市整齐摆放在路边的共享单车，拍摄地点在北京南站南广场。
  - 天津市
  - 上海市
- 山西省：
  - 太原市
- 山东省：
  - 烟台市
  - 济宁市
- 四川省：
  - 成都市
- 江苏省：
  - 南京市
  - 徐州市
  - 苏州市苏州市的公共自行车服务点
    - 吴江區
    - 昆山市

  - 无锡市
  - 常熟市
  - 南通市

- 浙江省：
  - 杭州市：杭州公共自行車
    - 萧山區

  - 宁波市：寧波公共自行車
    - 宁海縣

  - 温州市：溫州公共自行車
  - 绍兴市：紹興公共自行車
  - 金华市
  - 台州市
    - 黄岩区
    - 玉环市：玉环公共自行车

  - 丽水市
- 广西壮族自治区：
  - 南宁市
  - 贵港市: 哈罗单车
  - 桂林市：桂林公共自行車
- 广东省：
  - 广州市
  - 深圳市
    - 龙岗區[13]
    - 罗湖區
    - 蛇口工業區
    - 福田區

  - 惠州市
  - 韶关市
  - 珠海市：珠海公共自行車
  - 佛山市
    - 顺德區：城市动员

  - 中山市
  - 湛江市
- 湖北省：
  - 武汉市：武漢公共自行車
  - 宜昌市
- 湖南省：
  - 长沙市
    - 浏阳市
    - 望城區

  - 岳阳市
  - 湘潭市
    - 湘潭經濟技術開發區
    - 韶山市

  - 株洲市：动力之都
- 陕西省：
  - 西安市
- 河北省：
  - 石家庄市
  - 张家口市
  - 唐山市
  - 秦皇岛市
  - 邯郸市
- 河南省：

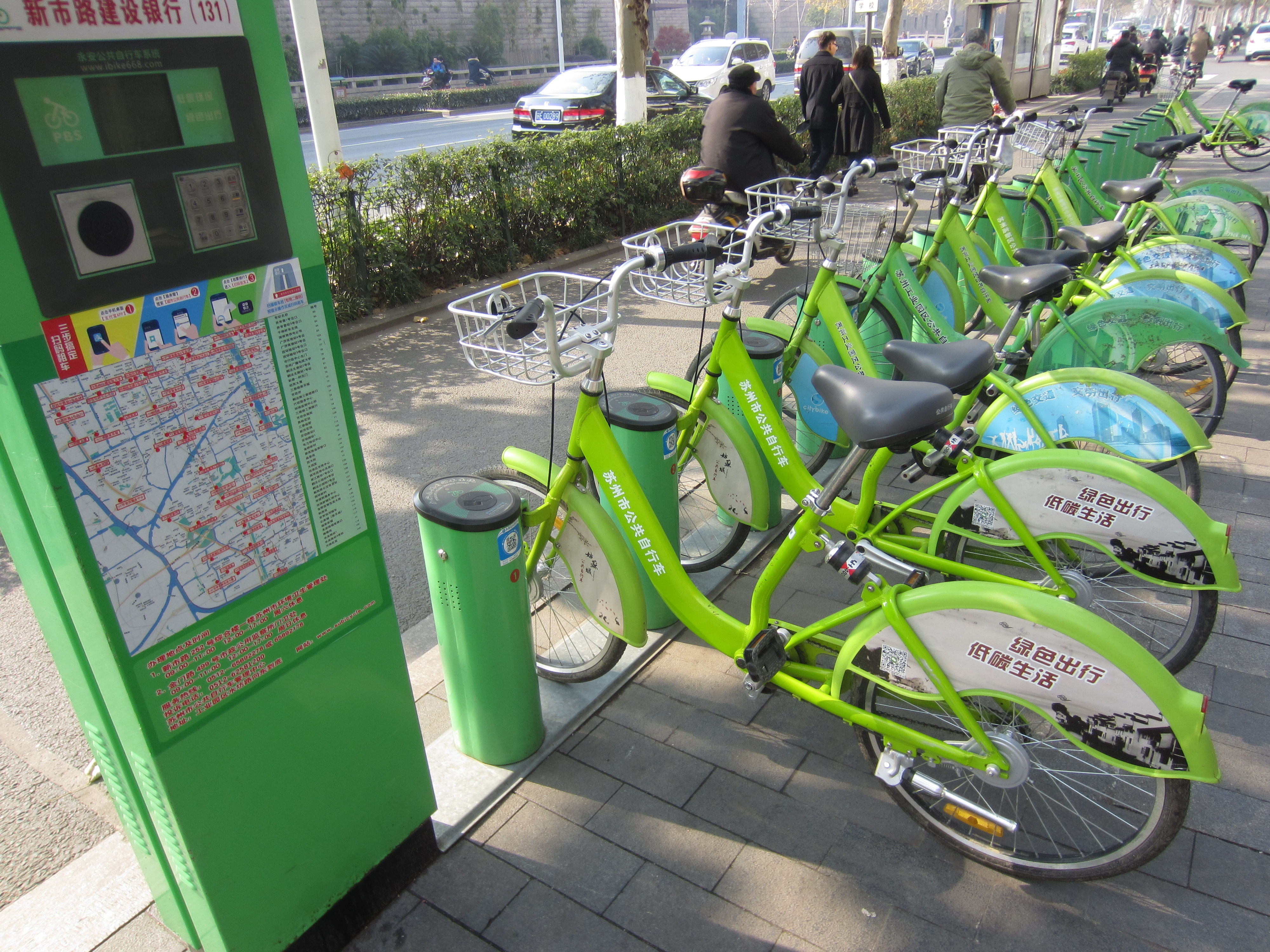
苏州市的公共自行车服务点

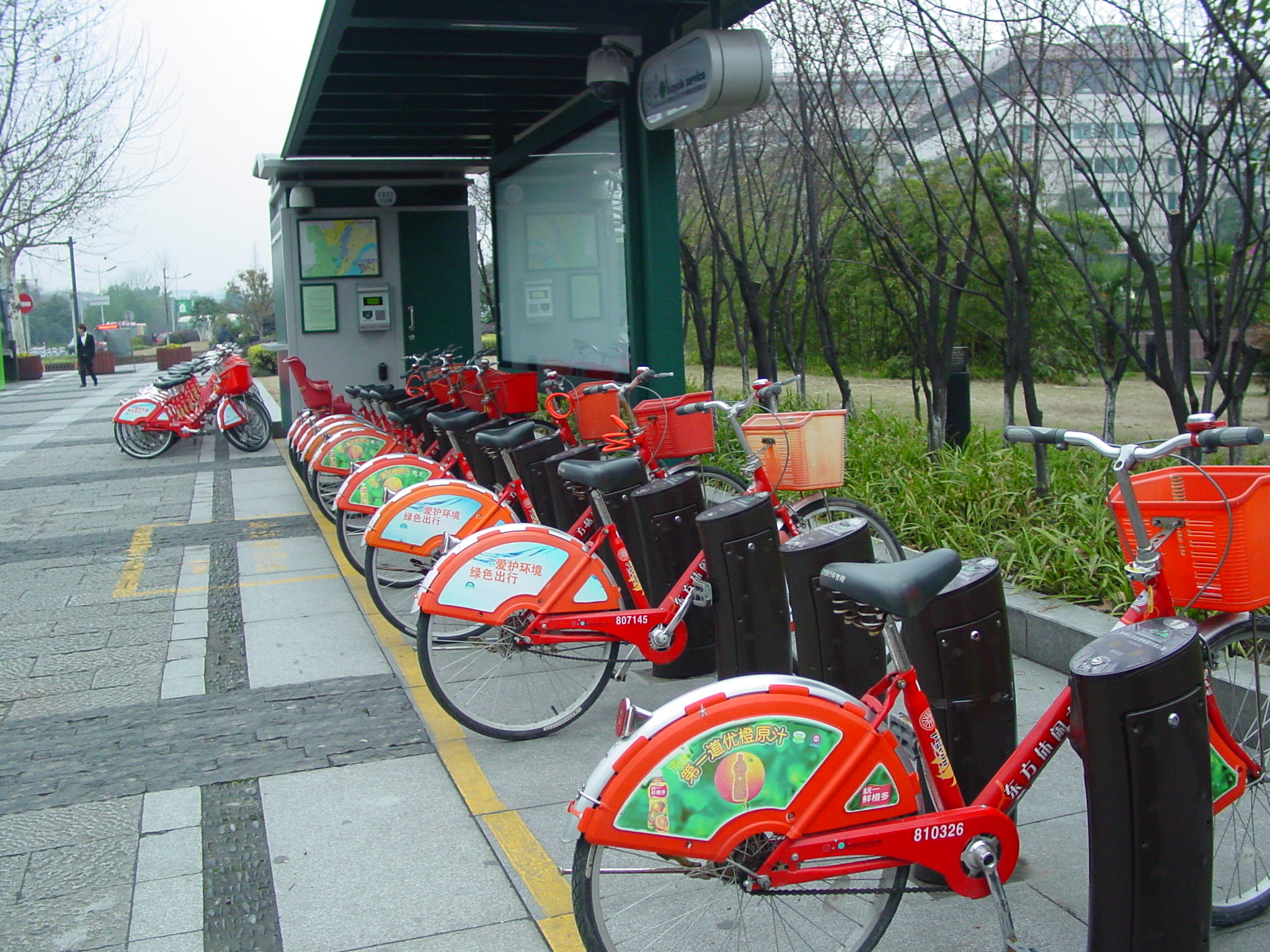
杭州市公共自行車的一个服务点

  - 郑州市：鄭州公共自行車（2015年下半年開始營運）
- 福建省：
  - 泉州市：泉州公共自行車（为YouBike微笑單車在大陆地区的第一个设点城市，2016年7月开始營運）
- 辽宁省：
  - 沈阳市
  - 阜新市
- 吉林省：
  - 长春市
- 黑龙江省：
  - 黑河市
  - 大庆市
    - 让胡路区
- 云南省：
  - 昆明市

#### 企业经营的共享单车

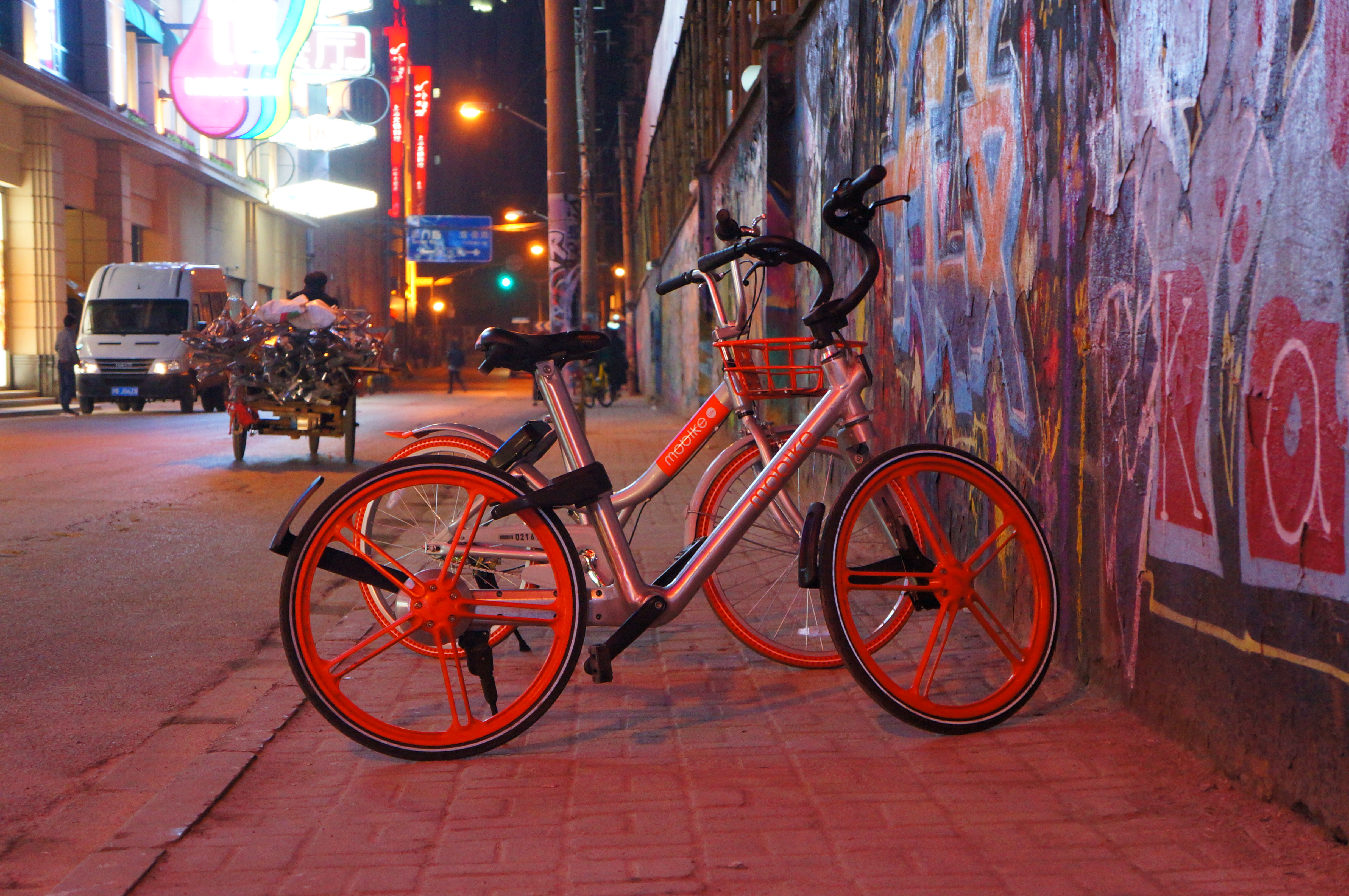
摩拜单车提供的普通版单车，另有運動版等等

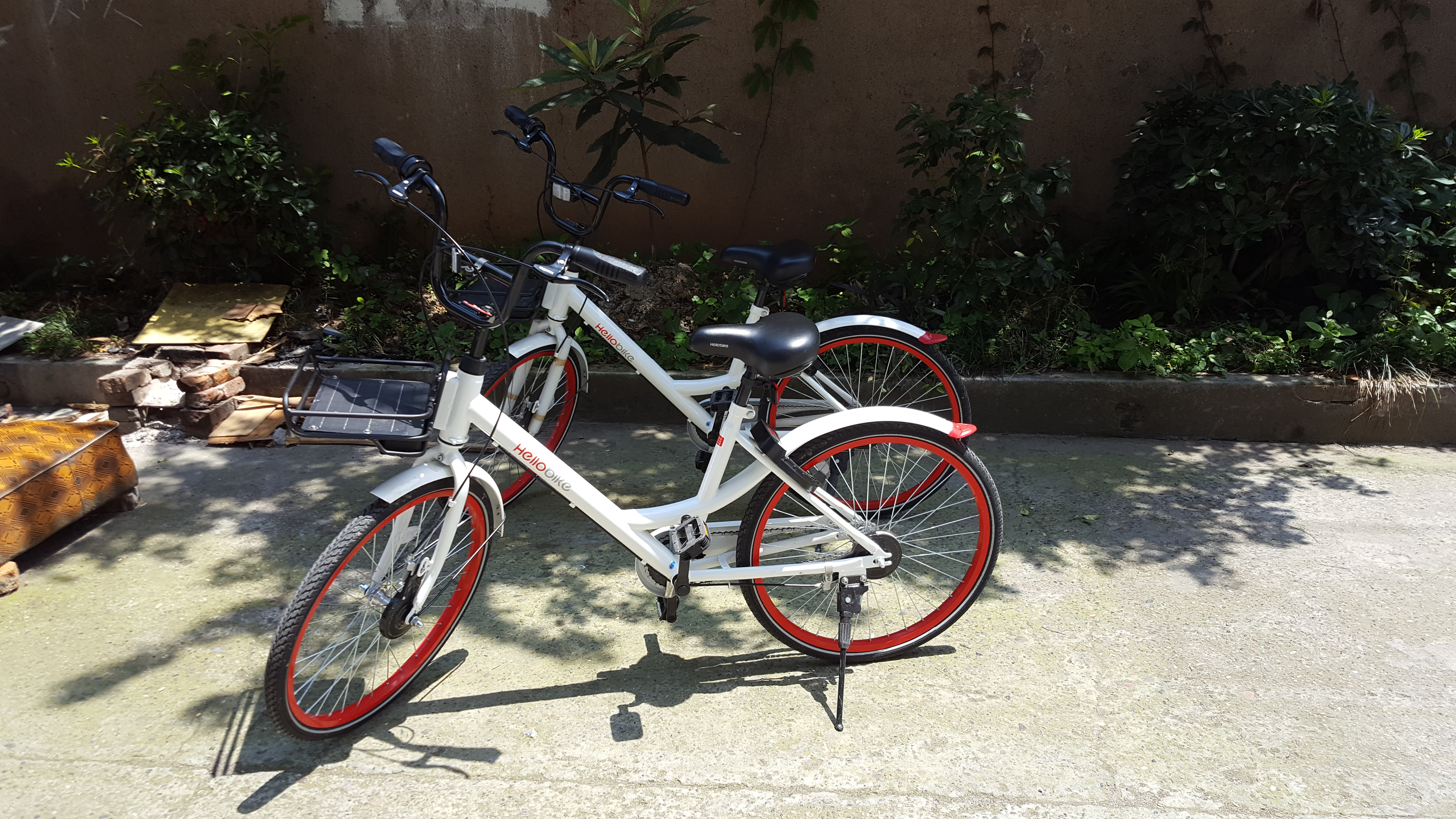
2017年5月，湖北宜昌的無樁共享单车Hellobike

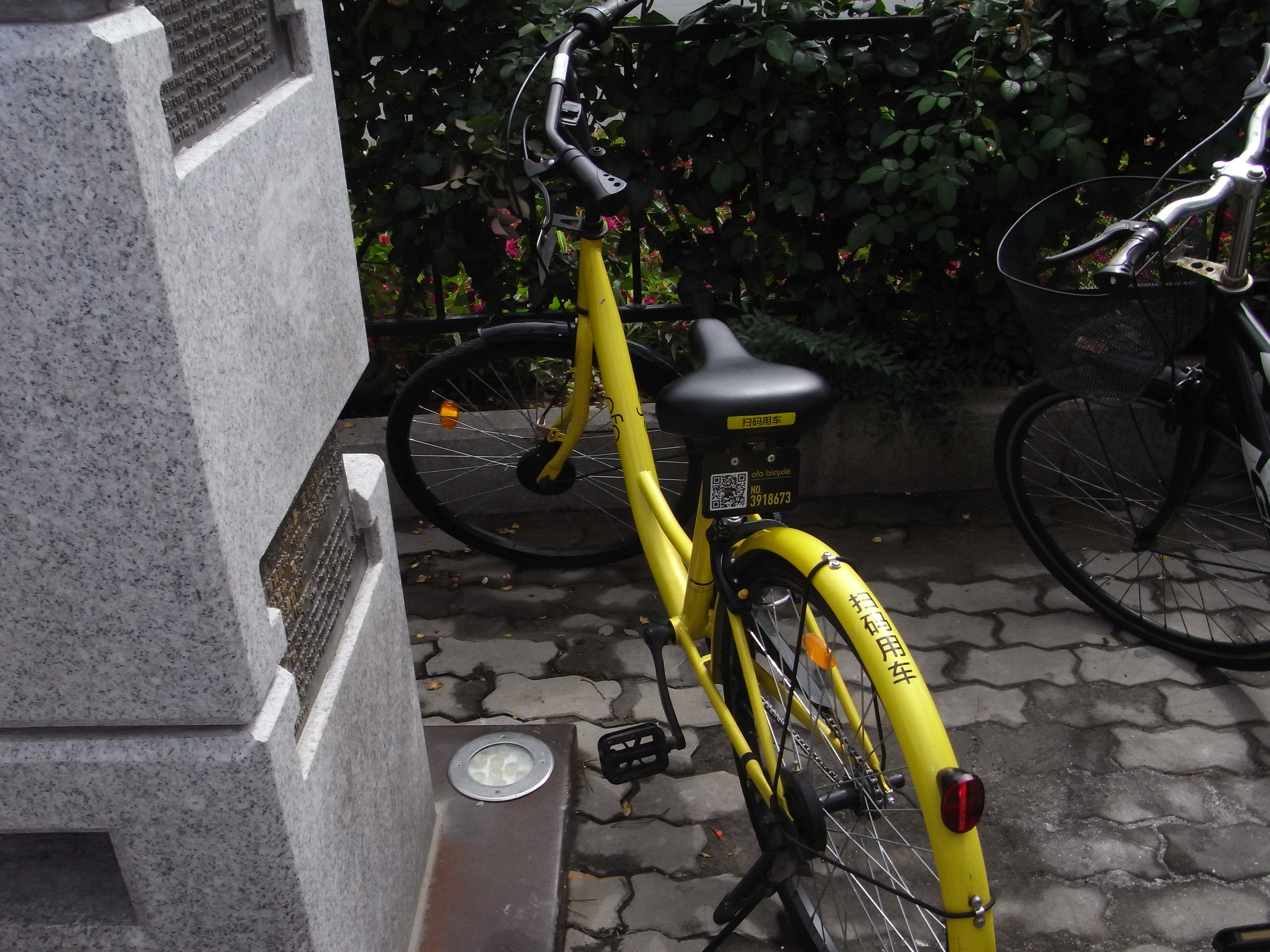
河北省秦皇岛市北戴河区可自由停放的共享单车ofo（2017年8月）

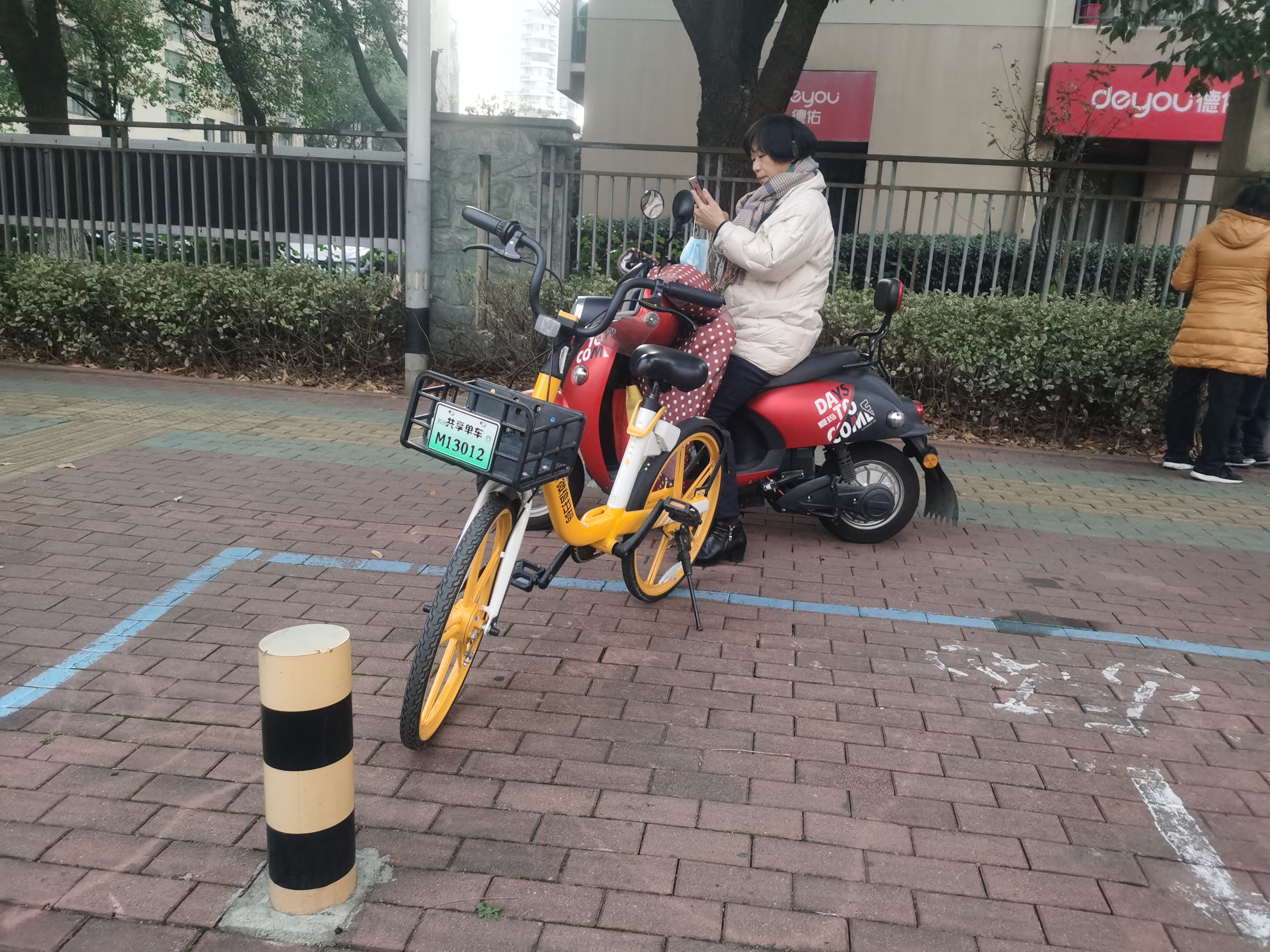
2021年，江苏省苏州市後期投放的新式共享单车，要求每辆均挂有号牌

在中国大陆，2016年下半年开始出现许多由盈利性企业经营的短时租赁的自称“共享单车”的自行车。与政府的公共自行车相比，最大的区别是无桩停放且须付费使用。相比于政府的有桩自行车，无桩共享自行车更加灵活方便，不用依赖固定停放管理场地，车辆均被投放到路边，只需在微信、支付宝或专属APP上支付一定的押金（也有免押金的）即可租用。以前，归还共享单车时是就地锁车停放并完成使用结算即可，但是现在，越来越多城市要求共享单车指定地点停放。
无桩共享单车的最大问题是乱停放、堵路，企业为了占领市场而过度投放导致交通堵塞，完全违背了公共自行车环保节能、解决拥堵的初衷。不少城市的政府开始没收乱停放的共享单车，大量共享单车堆积形成“共享单车坟墓”，被称作“共享垃圾”。由于各个企业的竞争因素导致共享单车的零部件相互不通用，也不能与普通自行车零部件通用，一旦车辆报废，不仅拆解单车十分麻烦，而且拆出来的零部件无法用于其他品牌单车和普通自行车，只能做废品处理。企业占用公共道路资源进行经营活动涉嫌违法，地方政府不得不派出城管等人员来清理拥堵的共享单车，花费大量公共资源来清理私人企业过度投放和乱停放所造成的问题。此外，无桩共享单车会有更多的被盗用，恶意破坏的情况。
在早期，共享单车作为一种创新得到了政府的肯定，但现在，越来越多的地方政府强调需要加强管理，限制企业的投放数量，要求指定地点停车。
在共享单车投资热潮后，截至2017年11月，中国电子商务研究中心披露数据显示，倒闭、停运或是转让的共享单车平台已有60余家，“预计加上未披露的平台应该有百家。”“由于市场容量不大，前期资产投入重，分散只会导致共享单车平台集体走向平庸，而资本也没有退路”未来很可能“中小平台逐渐被淘汰，或者被大平台收购，最终‘一统江湖，一家独大’”。由于多家平台相继倒闭，用户在开始使用时缴纳的押金开始出现退还难状况。部分平台就此推行信用认证免押金服务。
2018年7月，ofo小黄车因智能锁通信服务费的问题，大量共享单车停止服务。不久，ofo小黄车难退押金难事件在各大社交媒体爆出。有人冒充美国公民写英文投诉信给ofo强烈要求ofo立刻退押金，并得到ofo的及时回应。12月17日，出现了大量ofo用户来北京总部退押金。此后几天，网上申请退押金人数破一千万人，总计待退押金大约15亿元。于是ofo陷入退押金挤兑风波。这不但使得共享单车行业濒临破产，而且“共享经济”这个流行词，也逐渐淡出人们的视野。
2019年在幾大巨頭倒閉或收購後，雖然仍有大量需求存在，但行業朝向低調與穩定化發展，數據與事實證明在現實中其經營成本高昂，顯示共享單車產業並不簡單，其用戶黏性不如其他共享工具，加上其投放門檻很低競爭激烈，一旦規模擴大外部成本劇增，運營商開始和城市管理者與使用者起矛盾時，用於維護的營運虧損，會比當初設想的要高非常得多。
2021年3月以来，济南市民间有传闻称共享单车要涨价。经济导报记者实地探访后发现，在济南的共享单车骑行价格仍为每小时3元左右，传闻涉及的企业也回应称，此前没有涨价，近期也没有涨价的计划。接受采访的负责人也表示，整个行业的运维和服务模式，包括收费标准也都很固定了，短期内很难出现颠覆性的改变。

##### 主要品牌
- 美团单车
- 哈罗单车
- 青桔单车
- 优拜单车

### 香港

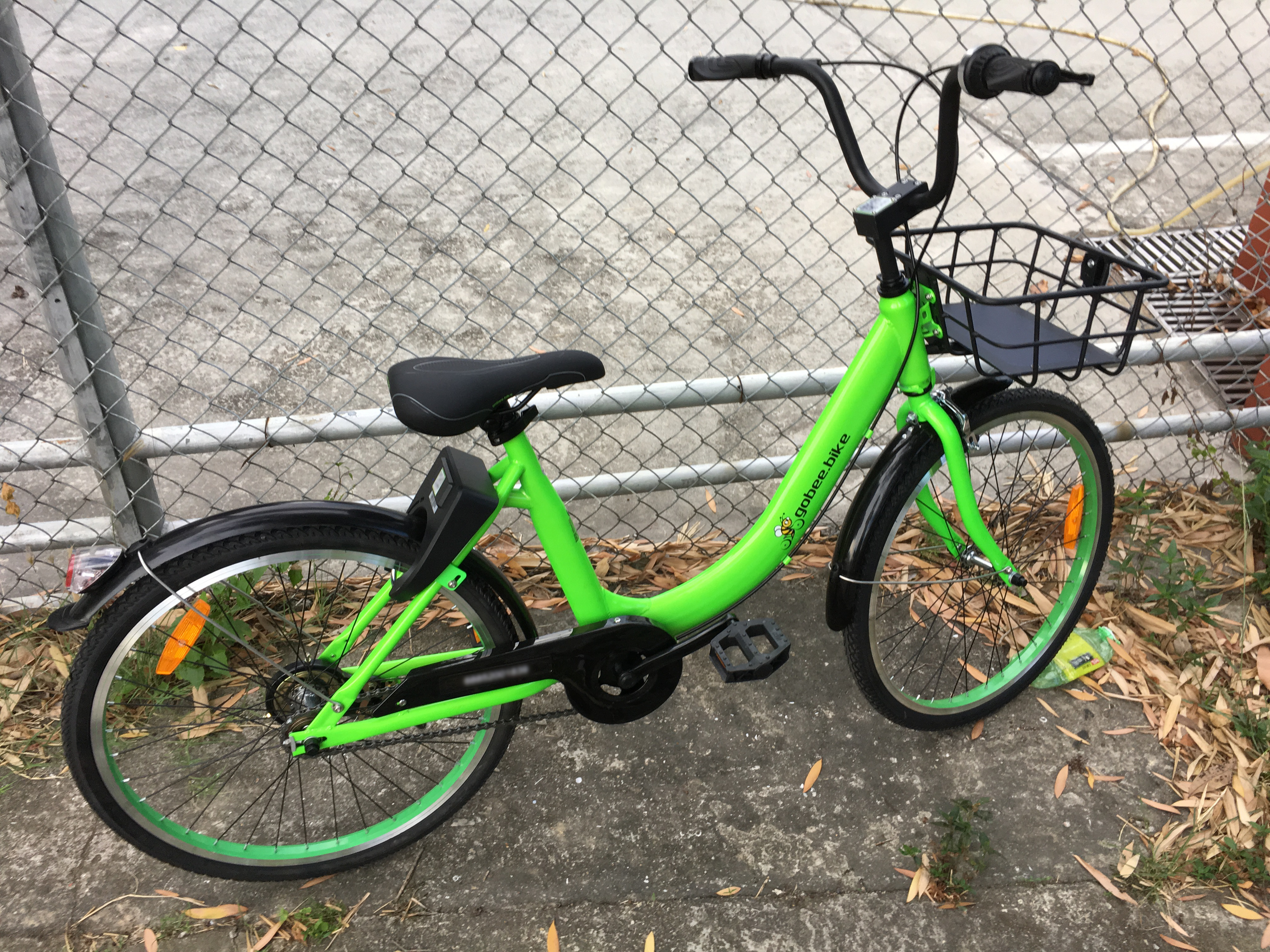
gobee.bike曾是香港以車隊規模計算最大的共享單車服務商。每輛gobee.bike單車的載物籃底部是一塊薄膜太陽能板，後輪裝有電子鎖，而車尾則設有天黑時自動點亮的車尾燈。

- 「悠遊西九」：西九文化區供公眾使用的共享單車計畫，於2014年推出[26][27]。
- LocoBike （页面存档备份，存于）
- GoBee.Bike：香港首間共享單車公司，已於2018年7月宣布停業[28]。
- Hoba Bike （页面存档备份，存于）：已在2018年8月清盤[29]。
- ofo：中國大陸公司，單車解鎖系統自2019年起已停止運作[30][31]。
- oBike：位於新加坡的母公司在2018年停止營運[32]。
- Ketch' Up Bike[永久]：香港本地公司，已於2019年3月結業[33]。
- Hello Ride︰已於2025年3月開業，主要在新界西營運。

### 日本

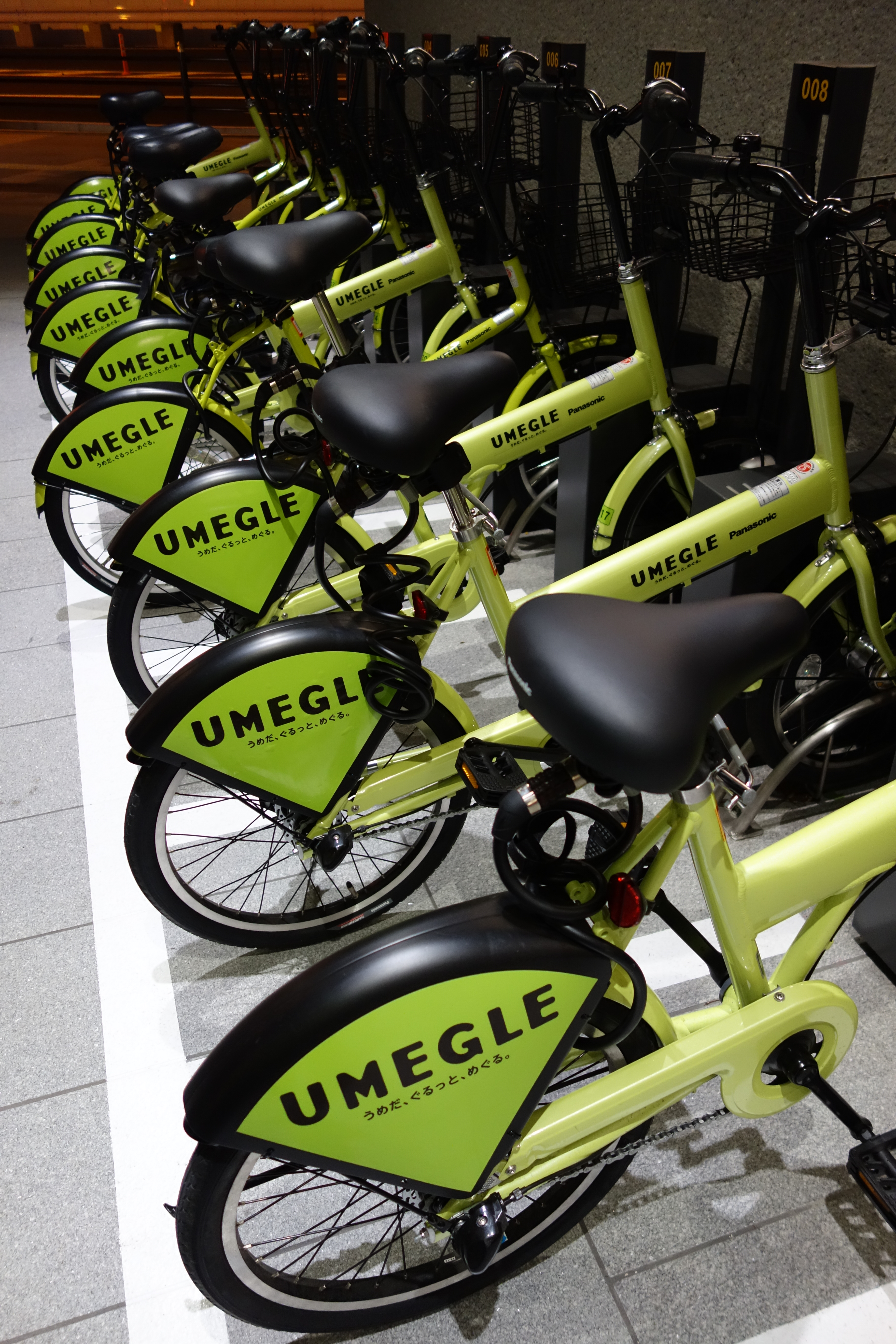

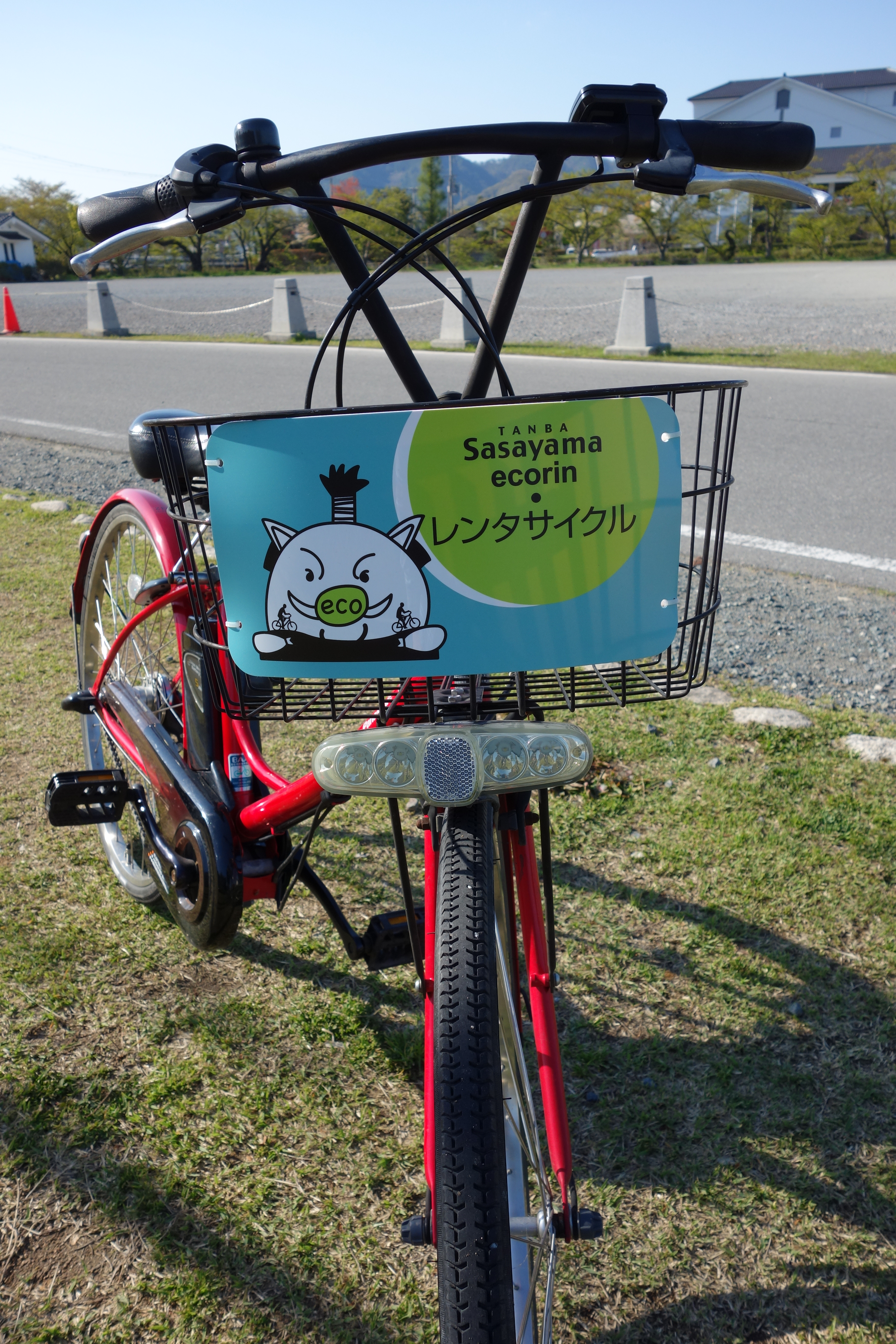

- 東京都公衆自転車（東京・自転車シェアリング）
- 北陸地方富山市Cyclocity公共自行車，法商德高貝登營運 （页面存档备份，存于）[34]
- 大阪市北區梅田UMEGLE-CHARI（うめぐるチャリ）（页面存档备份，存于）
- 兵庫縣中東部的丹波篠山市Ecorin（えこりん）
- 兵庫縣神戶市的Kobelin
- 埼玉縣川越市：川越市自行车共享（川越市自転車シェアリング），採用與法國巴黎相同的Vélib'

### 臺灣
目前在臺灣，有臺北市、新北市、桃園市、新竹市、新竹縣、苗栗縣、臺中市、彰化縣、雲林縣、嘉義市、嘉義縣、臺南市、高雄市與屏東縣開辦公共自行車租賃服務，其中臺北市、新北市、桃園市、新竹市、苗栗縣、臺中市、嘉義市、嘉義縣、臺南市、高雄市、屏東縣為知名自行车廠商捷安特所設計研發的YouBike微笑單車系統，於臺北市、新北市、桃園市、新竹市、苗栗縣、嘉義市、嘉義縣、臺南市、高雄市、屏東縣稱為「YouBike」。高雄市公共自行車租賃系統為臺灣最早營運的自動化公共自行車租賃系統，但臺灣最早由地方政府開辦的公共自行車租賃服務，是臺北縣政府環保局（今新北市政府環保局）低碳中心於2008年在板橋開辦的公共自行車租借系統（採人工管理）。
| 租賃系統                          | 設置區域     | 啟用日期                                                                  | 備註 |
| --------------------------------- | ------------ | ------------------------------------------------------------------------- | --- |
| 臺北市公共自行車（YouBike）       | 臺北市       | 2009-03-11                                                                | 採用YouBike微笑單車2.0系統 |
| 新北市公共自行車（YouBike）       | 新北市       | 2008-10-31 臺北縣公共自行車租借系統 2013-09-02 NewBike 2014-01-01 YouBike | 2015年4月之後全面採用YouBike微笑單車1.0系統 2021年9月1日後為YouBike微笑單車1.0 → 2.0系統                                                           |
| 桃園市公共自行車（YouBike）       | 桃園市       | 2016-02-04                                                                | 採用YouBike微笑單車1.0系統 → 2.0系統 |
| 新竹市公共自行車（YouBike）       | 新竹市       | 2016-05-26                                                                | 採用YouBike微笑單車2.0系統 |
| 新竹科學園區公共自行車（YouBike） | 新竹科學園區 | 2017-08-30                                                                | 採用YouBike微笑單車2.0系統 |
| 新竹縣公共自行車（YouBike）       | 新竹縣       | 2022-06-27                                                                | 採用YouBike微笑單車2.0系統 |
| 苗栗縣公共自行車（YouBike）       | 苗栗縣       | 2018-06-26                                                                | 採用YouBike微笑單車1.0系統 → 2.0系統 |
| 臺中市公共自行車（YouBike）       | 臺中市       | 2014-07-18                                                                | 採用YouBike微笑單車2.0系統 |
| 彰化縣公共自行車（MOOVO）         | 彰化縣       | 2014-05-22 YouBike 2021-09-01 MOOVO                                       | 2021年6月29日YouBike合約終止，同年7月27日由MOOVO商短暫營運原YouBike系統 2021年9月1日全面改為MOOVO無樁系統，為臺灣本島首個未採用YouBike系統之縣市。 |
| 雲林縣公共自行車（MOOVO）         | 雲林縣       | 2023-08-03                                                                | 採用MOOVO無樁系統 |
| 嘉義市公共自行車（YouBike）       | 嘉義市       | 2016-02-03 eBike 2020-12-15 YouBike                                       | 2019年4月8日eBike終止營運，2020年12月15日採用YouBike微笑單車2.0系統                                                                                |
| 嘉義縣公共自行車（YouBike）       | 嘉義縣       | 2024-07-03                                                                | 採用YouBike微笑單車2.0系統 |
| 臺南市公共自行車（YouBike）       | 臺南市       | 2016-08-08(T-Bike) 2023-02-23(YouBike)                                    | 水靈科技研發系統與營運 2023年2月23日之後陸採用YouBike微笑單車2.0系統                                                                               |
| 高雄市公共自行車（YouBike）       | 高雄市       | 2009-03-01 2013-12-04 City Bike 2020-07-01 YouBike                        | 2009年3月1日系統由水靈科技設計、統立營運 2011年8月18日改由高捷公司接手、2013年12月4日命名City Bike 2020年7月之後陸續採用YouBike微笑單車2.0系統     |
| 屏東縣公共自行車（YouBike）       | 屏東縣       | 2014-12-14 Pbike 2023-02-01 YouBike                                       | 高捷公司研發系統與營運 2023年2月之後陸採用YouBike微笑單車2.0系統                                                                                   |
| 臺東縣公共自行車（YouBike）       | 臺東縣       | 2024-12-12                                                                | 採用YouBike微笑單車2.0系統 |
| 金門縣公共自行車（K Bike）        | 金門縣       | 2017-04-16 2018-12（暫停服務） 2019-05（恢復服務） 2023-12-31（結束營運） | |

### 美國
- 紐約市 - Citi Bike
- 華盛頓DC -Capital Bikeshare（英语：Capital Bikeshare）
- 芝加哥 - Divvy（英语：Divvy）
- 波士頓 - Bluebikes（英语：Bluebikes）
- 印第安納波利斯 - Indiana Pacers Bikeshare（英语：Indiana Pacers Bikeshare）
- 辛辛那提 - Red Bike（英语：Red Bike）

### 英國

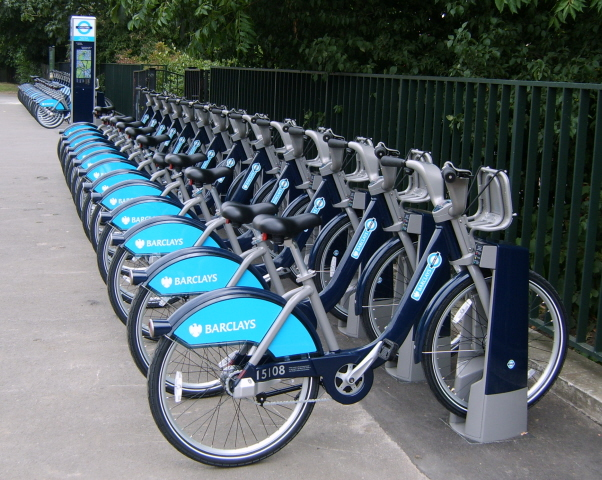

- 倫敦 - 桑坦德單車[36]

### 瑞典

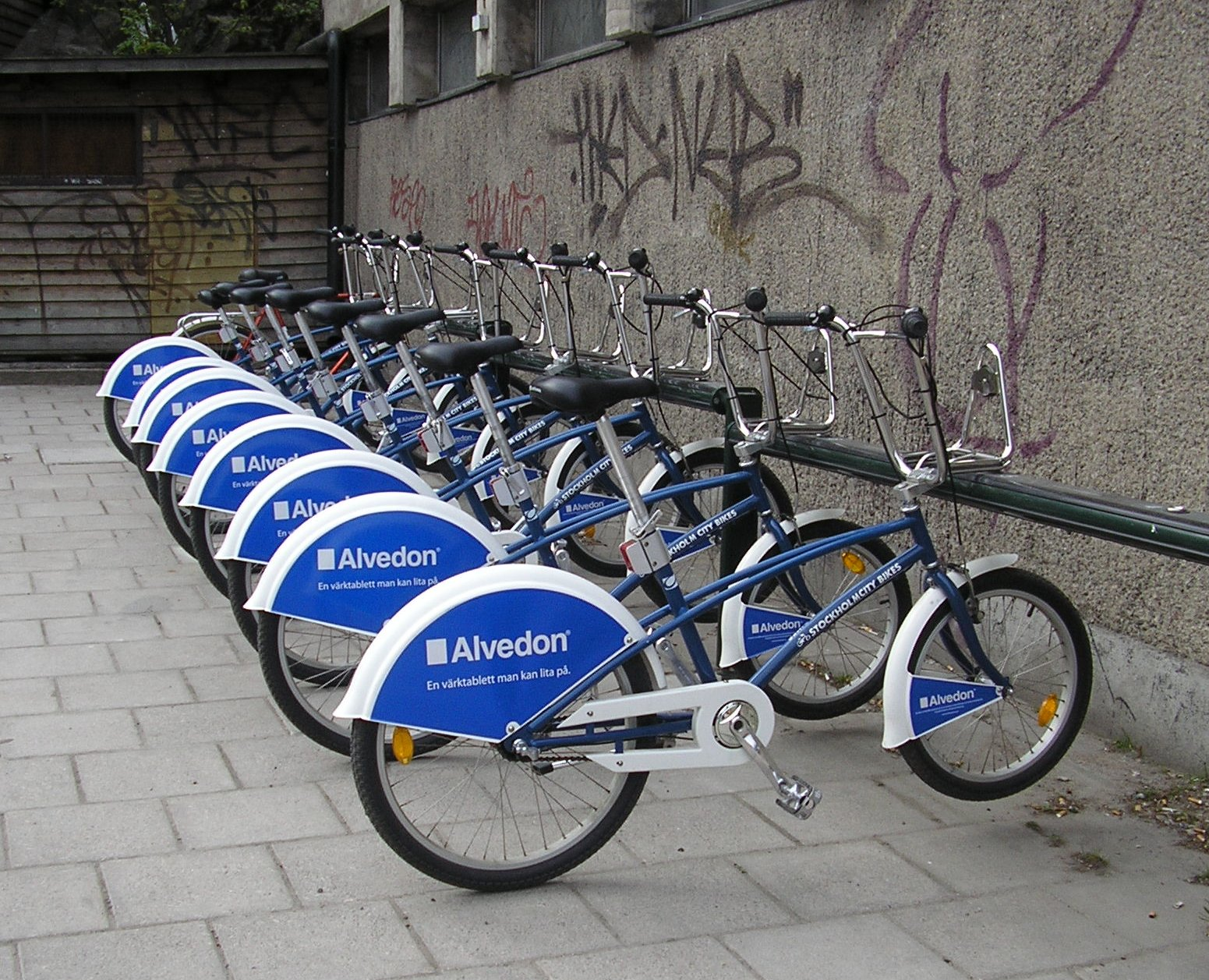

- 斯德哥尔摩 Stockholm City Bikes（英语：Stockholm City Bikes）

### 意大利

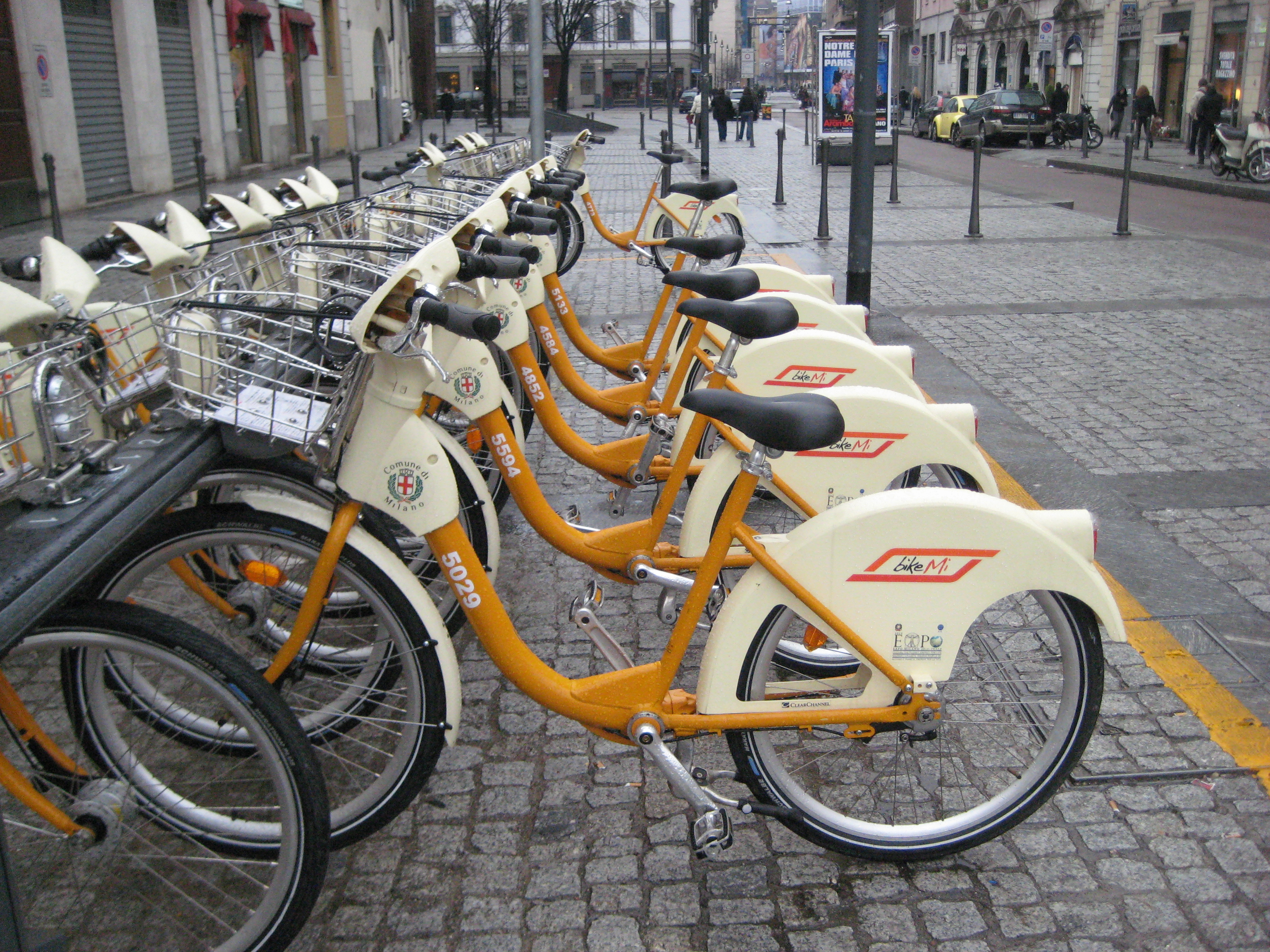

- 米蘭BikeMi（英语：BikeMi）

### 法国
- 巴黎Vélib'
- 里昂Vélo'v（法语：Vélo'v）（世界上第一個公共自行車系統）

### 韓國
- 首爾自行车叮鈴鈴(#따릉이)：設有四種語言，方便來自各地的旅客。[37]

## 爭議
在中国大陆，無樁共享單車概念的掘起及低技術門檻，誘使相關公司如雨後春筍般冒起，在商業模式上也相當一致：市場上大舉集資，然後放置極多的單車於大街小巷，務求盡快霸佔市場的佔有率，最終卻造成社會問題。隨著共享單車公司一間間的倒閉，數以十萬計的單車頓時變成廢鐵，原本打著環保旗號的生意，最後製造了很多垃圾，過程中亦消耗了不少寶貴的能源，正正是一場經濟及生態的災難。

## 資料來源
1. ↑  . 新浪浙江.   [2019-08-06]. （原始内容存档于2020-09-21）.
2. ↑  . Institute for Local Government. January 2011  [2012-06-25]. （原始内容存档于2012-04-02）.
3. ↑  城市步行和自行车交通系统规划设计导则 （页面存档备份，存于）, 中华人民共和国住房和城乡建设部, 30 Dec 2013
4. ↑  中央廣播電台. . 中央廣播電台.   [2014-09-21]. （原始内容存档于2015-04-28）.
5. ↑  Shaheen, Susan; Guzman, S., and H. Zhang.  (PDF). Transportation Research Record: Journal of the Transportation Research. 2010  [2012-06-25]. （原始内容 (PDF)存档于2012-06-10）.
6. ↑  . Mobiped. 2010-10-11  [2012-01-15]. （原始内容存档于2011-09-22）.
7. ↑  James May. . London: Telegraph.co.uk. 2010-10-21  [2012-01-15]. （原始内容存档于2020-11-28）.
8. ↑  . Melbourne: Theage.com.au. 2010-11-29  [2012-01-15]. （原始内容存档于2017-08-18）.
9. ↑  You Bike(Taiwan) （页面存档备份，存于）, 台灣公共自行車2008/2/11
10. ↑  https://www.digitimes.com.tw/iot/article.asp?cat=158&id=0000522739_iqx8pcz32q9pxklvr96dh
11. ↑  .   [2022-04-29]. （原始内容存档于2021-03-01）.
12. ↑  Travelwise: Bike sharing around the world （页面存档备份，存于）, The Passport blog, BBC, 9 Sept 2011, Accessed 6 Oct 2011
13. ↑  深圳龙岗、惠州、韶关的公共自行车租贷因同属于广东惠民營運公司，故三地的自行车租贷互联互通
14. ↑  .   [2018-07-19]. （原始内容存档于2020-11-29）.
15. ↑  .   [2018-07-25]. （原始内容存档于2020-11-29）.
16. ↑  .   [2018-08-18]. （原始内容存档于2018-08-18）.
17. ↑  .   [2017-03-11]. （原始内容存档于2020-03-26）.
18. ↑  . 证券日报. 2017-11-25  [2017-11-27]. （原始内容存档于2017-11-24）.
19. ↑  张旭. 杨晓波 , 编. . 新华网. 中国新闻网. 2019-03-28  [2019-05-02]. （原始内容存档于2019-05-02） （中文（简体））.
20. ↑  华商韬略. . 金融界. 大猫财经. 2018-12-18  [2019-05-02]. （原始内容存档于2019-05-02） （中文（简体））.
21. ↑  汪宜青. . BBC News 中文. 2018-12-17  [2019-05-02]. （原始内容存档于2019-05-02） （中文（简体））.
22. ↑  . BBC News 中文. 2019-05-01  [2019-05-02]. （原始内容存档于2019-05-02） （中文（简体））.
23. ↑  .   [2021-07-26]. （原始内容存档于2021-07-26）.
24. ↑  .   [2021-07-26]. （原始内容存档于2021-07-26）.
25. ↑  杜杨. . 经济导报. 2021-03-26  [2021-03-27]. （原始内容存档于2021-04-01）.
26. ↑  . westKowloon 西九文化區.   [2023-10-30]. （原始内容存档于2023-02-07） （中文（香港））.
27. ↑  . Yahoo News. 星島日報. 2014-04-09  [2023-10-30]. （原始内容存档于2023-10-30） （中文（香港））.
28. ↑  徐風，名家搶先睇-GoBee.Bike倒閉的啟示 （页面存档备份，存于），蘋果日報(香港)，2018-07-12
29. ↑  . skypost.ulifestyle.com.hk.   [2023-10-30] （中文）.
30. ↑  陳晶琦. . 香港01. 2020-07-03  [2023-10-30]. （原始内容存档于2023-10-30） （中文（香港））.
31. ↑  李慧妍. . 香港01. 2019-02-26  [2023-10-30]. （原始内容存档于2023-10-30） （中文（香港））.
32. ↑  評論編輯室. . 香港01. 2018-06-25  [2023-10-30]. （原始内容存档于2023-10-30） （中文（香港））.
33. ↑  . Yahoo News. 蘋果動新聞. 2019-01-08  [2023-10-30]. （原始内容存档于2023-10-30） （中文（香港））.
34. ↑  北陸富山市的市民共用自行車：シクロシティ富山（Cyclocity）  （页面存档备份，存于）- 哇哈哈的生活，2013-05-05
35. ↑  . 2024-07-03  [2024-07-03]. （原始内容存档于2024-12-07）.
36. ↑  倫敦自行車發展與臺北的比較 （页面存档备份，存于） - SlideShare，2013年9月20日
37. ↑  韓國自租單車App：$7.5/全日 （页面存档备份，存于），U Travel，2018-05-24
38. ↑  Tan Ha Lam. . CUP. 2018-01-22  [2022-07-06]. （原始内容存档于2022-07-06）.
39. ↑  謝金河. . 今周刊. 2018-07-09  [2022-07-06]. （原始内容存档于2022-07-06）.
40. ↑  李京慧. . 德国之声. 2019-05-01  [2022-07-06]. （原始内容存档于2022-07-06）.

## 外部連結
- 全世界的社區自行车計劃列表
- 全世界的公共自行車計畫地圖 （页面存档备份，存于） （页面存档备份，存于）
- 共享单车网 （页面存档备份，存于）